# Leeds United F.C.
Leeds United Association Football Club, ili jednostavno Leeds United engleski je profesionalni nogometni klub sa sjedištem u Leedsu. Trenutačno nastupa u Premier ligi.
Svoje domaće utakmice, još od osnutka kluba 1919., igra na stadionu Elland Road u Beestonu. Iako je klub većinu svoje povijesti proveo pri vrhu engleskog nogometa, sezone 2007./08., nakon teških financijskih problema, prvi put se natjecao u trećem razredu engleskog nogometa. Nakon 16 godina, u najviši rang engleskom nogometa vraćaju se 2020. godine.
Najuspješnije razdoblje klub je doživio pod vodstvom trenera Dona Revia tijekom 1960-ih i 1970-ih, kada su osvojili veliki broj domaćih i europskih trofeja. Nakon Revievog odlaska na klupu engleske nogometne reprezentacije, Leeds je ispao u drugu ligu, godine 1982., te se tamo zadržao do 1990. kada ga Howard Wilkinson uvodi u FA Premier Ligu. Već dvije godine kasnije Leeds je igrao i u UEFA Ligi prvaka. 
Najčešći klupski nadimci su "Leeds", "United", "The Whites" (Bijeli), te gotovo zastarjeli "The Peacocks" (Paunovi). Taj nadimak klub je dobio po prijašnjem imenu Elland Roada, The Old Peacock Groundu.

## Povijest

#### Počeci
Godine 1904. osnovan je Leeds City, prethodnik Leeds Uniteda. Leeds City je prisilno raspušten 1919., zbog nezakonitog plaćanja igrača tijekom I. svjetskog rata, te je iste godine osnovan Leeds United. Dana 31. listopada 1919. ušao je na poziv J.Nicholsona u englesku nogometnu ligu, umjesto Leeds City-a. Klub Yorkshire je ponudio Leedsu da igra na stadionu Elland Road, što su oni i prihvatili. Crowther Hilton, predsjednik nogometnog kluba Huddersfield Town, posudio je Leeds Unitedu oko 35,000 £, kako bi mogli organizirati klub i momčad. Dana 26. veljače 1920. doveo je i bivšeg trenera Barnsleya, Arthura Fairclougha u Leeds kao glavnog trenera momčadi, dok je dotadašnji trener Dick Ray postao njegov pomoćnik.

#### Razdoblje od 1920. do 1959.
Dana 31. svibnja 1920., Leeds United je izabran u Football League, ligu koja obuhvaća natjecanja između engleskih i velških momčadi, u tri natjecanja Championship, League One i League Two.
Tijekom sljedećih nekoliko godina, Leedsove dobre igre u Drugoj diviziji donijele su mu naslov 1924., te prelazak u Prvu diviziju, tadašnju najvišu ligu. Međutim, tamo se nisu uspjeli dugo zadržati, već sezone 1926./27. ispadaju u drugu ligu, a Fairclough podnosi ostavku.  U godinama do početka Drugog svjetskog rata, Leeds je dva puta ispadao iz lige no oba puta se odmah i vraćao. Dana 5. ožujka 1935. Ray daje ostavku, a njega zamjenjuje Billy Hampson koji je ostao na toj poziciji čak 12 godina. U sezoni 1946./47.  Leeds, s najgorim ligaškim omjerom pobjeda u svojoj povijesti, opet ispada iz lige. Nakon te sezone, Hampson daje ostavku, no ostaje raditi u klubu kao glavni skaut, a na mjestu trenera zamjenjuje ga Willis Edwards.
Godine 1948. Sam Bolton postaje novi predsjednik Leedsa umjesto Ernesta Pullana, a Edwardsa, koji postaje pomoćni trener, zamjenjuje Frank Buckley.
Leeds ostaje u Drugoj diviziji do sezone 1955./56., kada su predvođeni legendom velškog nogometa Johnom Charlesom, stigli do drugog mjesta, te se time kvalificirali u Prvu diviziju. Međutim, John Charles nije bio zadovoljan klubom, te je prodan Juventusu za tada ogromnih 65,000 £. Gubitak takvog ključnog igrača koji trebao biti vođa Leedsa, doveo je do ponovnog ispadanja u Drugu diviziju sezone 1959./60.

#### Don Revie: "Slavni dani momčadi" (1960. – 1982.)
U ožujku 1961., klub je imenovao Dona Reviea kao trenera. Njegov rad je počeo u nepovoljnim okolnostima, klub je upao u financijske poteškoće, te ga je u sezoni 1961./62. pobjeda u zadnjem kolu spasila od ispadanja u Treću diviziju. Međutim, nakon što je Revie posložio momčad, Leeds se plasira u Prvu diviziju sezone 1963./64. Između 1965. i 1974., Leeds nikada nije bio plasiran slabije od četvrtog mjesta, a osvojio je dva naslova prvaka, FA kup, Engleski Liga kup i dva Kupa velesajamskih gradova. U tom razdoblju, Leeds je često završavao na drugom mjestu, pet puta su bili doprvaci lige, tri puta su gubili u finalu FA kupa, te jedanput u finalima Kupa velesajamskih gradova od zagrebačkog Dinama 1966./67., i Kupa pobjednika kupova od AC Milana 1972./73.. Revie na Elland Roadu ostaje do 1974., kada napušta klub i postaje izbornikom engleske nogometne reprezentacije.
Brian Clough: 44 dana zbrke (1974.)
Na veliko iznenađenje novi trener postaje Brian Clough, Reviev otvoreni kritičar. Pod vodstvom Clougha, momčad slabo igra, te je smijenjen već nakon 44 dana, te ga nasljeđuje bivši kapetan engleske reprezentacije, Jimmy Armfield.
 Jimmy Armfield, Jock Stein i Clarke: Pad i ispadanje 
Armfield je već veteransku Revievu momčad doveo do finala Europskog kupa, gdje ih je porazio minhenski Bayern. Uz pomoć pomoćnog trener Dona Howea, Armfield je pomladio momčad, i iako više nisu dominirali engleskim nogometom, Leeds ostaje među deset najboljih momčadi. Međutim, uprava kluba je željela nove naslove, te daje otkaz Armfieldu, i zamjenjuje ga s Jockom Steineom, koji je, poput Clougha, bio na dužnosti samo 44 dana prije nego što je postao izbornikom škotske reprezentacije. Novi trener kluba postaje Jimmyju Adamsonu, ali on nije bio u mogućnosti zaustaviti raspadanje momčadi, te 1980. daje ostavku, a zamjenjuje ga bivša zvijezda Leedsa i engleske nogometne reprezentacije Allan Clarke. Unatoč tome što je potrošio dosta novaca na pojačanja, klub nastavlja s lošim rezultatima, te klub ponovno ispada iz lige sezone 1981./82. Clarke je dobio otkaz, a zamjenjuje ga bivši suigrač Eddie Gray.

#### 1983. – 1995. Prva liga i obnova
Bez novca za dovođenje novih igrača, Gray je bio prisiljen koncentrirati se na razvoj mladih igrača, međutim s takvom momčadi nije uspijevao izboriti prvu ligu. Upravni odbor ponovno postaje nestrpljiv i otpuštaju Eddiea Graya, zamijenivši ga s drugom bivšom Revievom zvijezdom, Billyem Bremnerom. Pod vodstvom Bremnera, Leeds se zamalo uspio kvalificirati u prvu ligu, no u razigravanju ih je izbacio Charlton Athletic, dok su u polufinalu FA kupa poraženi od Coventry Cityja. 
U listopadu 1988., dok je Leeds bio na 21. mjestu Druge divizije, a Bremner dobiva otkaz.
 Howard Wilkinson: Premiership (1988. – 1996.) 
Novi trener postaje Howard Wilkinson, koji već iduće sezone uvodi klub u prvu ligu. U svojoj prvoj sezoni u prvoj ligi nakon 1982., Leeds završava na četvrtom mjestu, a iduće godine osvajaju prvenstvo. Međutim, sezone 1992./93., Leeds ispada u ranoj fazi Lige prvaka, a u prvenstvo jedva izbjegavaju ispadanje, završavajući na 17 mjestu. Wilkinsonov Leeds ni kasnije nije pružao dobre igre, iako je ušao u finale Liga Kupa 1996., u kojem je poražen od Aston Ville. Leeds sezonu 1995./96. završava na razočaravajućem 13. mjestu, nakon poraza od 4:0 na domaćem terenu od Manchester Uniteda, te uprava otpušta Wilkinsona.
George Graham: Pomlađivanje momčadi (1996. – 1998.)
Leeds je odlučio na mjesto trenera postaviti Georgea Grahama. To imenovanje je bilo sporno, jer je Grahamu prethodno engleski nogometni savez, zbog nezakonitih isplata, zabranio bavljenje nogometom u roku od godine dana. Pod Grahamovim vodstvom, Leeds se kvalificirao za sudjelovanje u Kupu UEFA iduće sezone.

#### David O'Leary: Život u snovima (1999. – 2002.)
U listopadu 1998. Graham odlazi u Tottenham Hotspur, a glavni trener postaje njegov dotadašnji pomoćnik David O'Leary. O'Leary je u momčad uveo obećavajuće mlade igrače, s kojima Leeds sezonu završava na 3. mjesto, mjestu koje vodi u Ligu prvaka. Nažalost, Leedsov uspjeh pokvarili su igrači Jonathan Woodgate i Lee Bowyer koji su pretukli azijskog studenta, koji je zadržan u bolnici s teškim ozljedama. Nakon sudske presude, Bowyer je pušten na slobodu, a Woodgate je proglašen krivim, te je morao odraditi 100 sati dobrovoljnog rada.
U Kupu UEFA, Leeds je 2000. godine, igrao svoje prvo europsko polufinale nakon 25 godina u kojem su se susreli s turskim prvakom Galatasarayem u Istanbulu. Leeds je izgubio taj susret s 2:0, ali rezultat je ostao u sjeni smrti dvaju Leedsovih navijača, Christophera Loftusa i Kevina Speighta, koji su izbodeni neposredno prije početka susreta. Leeds u uzvratnom susretu nije imao snage za pobjedu, te utakmica završava rezultatom 2:2. Minutom šutnje se svake godine na obljetnicu incidenta Leeds prisjeća svojih poginulih navijača.

#### Venables, Reid i Gray: Još jedno ispadanje (2002. – 2004.)
Leeds pod vodstvom O'Learya nikada nije završavao sezonu izvan prvih pet najboljih momčadi, no sve se mijenja nakon poraza u polufinalu Lige prvaka. Pod upravom tadašnjeg predsjednika Petera Ridsdalea, Leeds je uzeo velike kredite za pojačavanje momčadi, koje je namjeravao vratiti od TV prava i sponzorskih prihoda od nastupa u Ligi prvaka. No, Leeds se nije uspio kvalificirati za to natjecanje, a jer su trebali isplatiti kredite, bili su prisiljeni prodati Ria Ferdinanda u Manchester United za 30 milijuna funti, dok O'Learya na mjestu trenera zamjenjuje bivši izbornik engleske reprezentacije, Terry Venables. No pod njegovim vodstvom Leeds igra slabo, te zbog dugova, uprava prodaje sve najbolje igrače, uključujući i Jonathana Woodgatea. Zbog loših rezultata i neslaganja s predsjednikom kluba, Vanablesu je uručen otkaz, te ga zamjenjuje Peter Reid, koji uspijeva spasiti klub od ispadanja u niži rang. U međuvremenu, predsjednik kluba Risdale podnosi ostavku, te ga zamjenjuje ekonomski stručnjak John McKenzie. Nakon neuspješnog starta u sezoni 2003./04., Reida na mjestu trenera nasljeđuje Eddie Gray. 
U teškoj financijskoj krizi, i s rasprodanom većinom igrača, Leeds unatoč svim naporima, nije uspio izbjeći ispadanje u drugu ligu, te Graya zamjenjuje Kevin Blackwell. Unatoč tome što su na kraju sezone klub napustili i preostali igrači, Leeds je bio prisiljen prodati svoj stadion Elland Road u jesen 2004.

#### Blackwell i Wise: Leeds u Football League (2004. – 2007.)
Klub je prodan Kenu Batesu za 10 milijuna funti. Blackwell je uspio stabilizirati momčad, te Leeds sezonu 2004./05 završava u sredini tablice, a već iduće sezone 6. mjestom osigurava kvalifikacije za ulazak u prvu ligu, u kojima je poražen od Watforda. Dana 10. rujna 2006., Kevin Blackwell najavljuje da će u roku od godine dana dug biti otplaćen. Međutim, klub loše počinje sezonu 2006./07., te je 20. rujna 2006. smijenjen Blackwell. Zamjenjuje ga Dennis Wise, ali ni on nije bio u mogućnosti spriječiti ispadanje u treću ligu.
Sezone 2007./08., iako ga je engleskog nogometni savez kaznio s 15 negativnih bodova, Leeds se uspio kvalificirati za razigravanje za ulazak u drugu ligu, u kojem je poražen u posljednjem susretu od Doncaster Roversa. U sezoni 2009./10. Leeds se uspio izboriti za povratak u Championship.

## Grb i boje
U svojih prvih petnaest godina povijesti, Leedsov dres se sastojao od plavo-bijele prugaste majice, bijelih hlačiva i tamnoplavih čarapa s bijelim crtama, po uzoru na klub Huddersfield Town, jer je njihov predsjednik Hilton Crowther htio ujediniti ta dva kluba. No, Crowther je naspustio Huddersfield i postao predsjednik Leedsa.
Dres je nakon nekoliko godina doživio promjene, majica je bila plavo-žute boje, po uzoru na grb grada Leedsa, hlačice bijele, a čarape plave sa žutim vrhovima. Dres je prvi put predstavljen 22. rujna 1934.  Iste godine klub je na svoj dres usvojio svoju prvi grb, bio je to grb grada Leedsa. Leeds United je 1959. godine dobio novi dres koji se sastojao od žute majice s plavim ovratnikom i rukavima, bijelih hlačica te crno-plavih-zlatnih čarapa. Tijekom 1955. na Leedsovom je dresu opet došlo do promjena, majica je bila plave boje sa zlatnim ovratnikom, hlačice bijele, te čarape žute, a podsjećao je na originalni Leedsov dres.
Nova promjena je stigla 1961., kada je dres postao bijele boje u nadi da će oponašati španjolsku momčadi Real Madrid. A 1964., na dres je postavljena sova koja bila amblem grada Leedsa. Dizajn je bio iznenađenje, s obzirom na Revievo praznovjerje o simboliziranju ptica.

## Stadion i navijači
Klub je prodao stadion Elland Road u listopadu 2004., te će ga moći ponovno otkupiti nakon 25 godina. Iako je, prema izjavama direktora kluba, Leeds United trebao otplatiti dug tijekom sezone 2006./07., to se nije dogodilo te je administracija preuzela klub nakon završetka sezone 2006./07.
U početku je Elland Road bio dom ragbi kluba Holbeck. Jedan od Leedsovih prvih nadimaka bio je "The Peacocks" (Paunovi), kojeg je dobio po prijašnjem imenu Elland Roada, The Old Peacock Groundu. Tako ga je nazvala "Bentleyeva pivovara", originalni vlasnik stadiona, po njihovom pubu The Old Peacock koji se nalazio u blizini stadiona.
Kada je formiran Leeds United, dopušteno je da mu se iznajmljuje stadion sve dok ne budu u mogućnosti da ga sami kupe. Danas je stadion u vlasništvu tvrtke koja se bavi zajmovima. Elland Road je trenutno 10. najveći stadion u Engleskoj.
Najnovija tribina na Elland Roadu je Istočna ili Obiteljska tribina s 17.000 sjedećih mjesta, koja je dovršena tijekom sezone 1992./93. To je ujedno i najveći dio stadiona. Jedna od tribina, nazvana po Donu Reviu otvorena je početkom sezone 1994./95., a može primiti do 7.000 gledatelja. Krovište na Zapadnoj tribini sadržava komentatorske prostorije i hodnike za TV osoblje.
Alex Ferguson je jednom izjavio je na Elland Roadu jedna najzastrašujućih atmosfera u europskom nogometu. Leeds je, po prosjeku gledatelja na utakmicama u Championshipu i FA Premier Ligi 10. engleski klub. Po broju rivalstva su na trećem mjestu u engleskoj ligi, a od početka sezone 2008./09. su i najomraženiji engleski klub. Peter Reid je izjavio "U 30 godina nikad nisam vidio potporu navijača kao što sam je vidio na utakmici s Arsenalom [na Elland Roadu] prije par tjedana. Navijači Leedsa su fantastični.", te "Podrška je fantastična" i "Nevjerojatna". I drugi Leedsovi treneri su komentirali potporu navijača, Blackwell je rekao "Navijači će ih pratiti posvuda" dok je O'Leary komentirao da je "Ogroman broj navijača koji su i dalje uz klub".

### Glazba
U travnju 1972. Leedsova momčad je izdala jedinstvenu pjesmu, "Leeds United" koja je nastala od pjesme Marching On Together (hr. Zajedno na marširanje). Izdana je za finale FA kupa 1972., a vokal je snimljen prema originalnoj snimki Leedsove momčadi. Ušla je u top 10 najboljih pjesma u Velikoj Britaniji. Iako "Marching On Together" nije službena pjesma kluba, ona se pjeva prije svake domaće utakmice. Za razliku od mnogih nogometnih pjesama u kojima su se samo nove riječi postavile na postojeću glazbu, "Leeds Leeds Leeds" je originalna pjesma koju su napisali Les Reed i Mason Barry, samo za klub. Pjesma Strings for Yasmin od Tin Tin Outa se pjevala u prvom poluvremenu na Elland Roadu, a pjesma Nightmare od Brainbuga u drugom poluvremenu.

## Osoblje

### Klupski službenici
| Pozicija    | Kadar           |
| ----------- | --------------- |
| Predsjednik | Massimo Cellino |
| Direktor    | Salah Nooruddin |

 Zadnje ažuriranje: 2. svibnja 2013.

### Stručni stožer
| Pozicija            | Kadar           |
| ------------------- | --------------- |
| Menadžer            | Darko Milanič   |
| Pomoćni trener      | Novica Nikčević |
| Tehnički direktor   | Nicola Salerno  |
| Trener prve momčadi | Neil McDonald   |
| Trener vratara      | Andrew Beasley  |

 Zadnje ažuriranje: 30. kolovoza 2014.

## Uspjesi
Za rezultate svih natjecanja po sezonama pogledajte Sezone Leeds Uniteda.

### Domaći uspjesi
Englesko prvenstvo:
- Prvak (3): 1968./69., 1973./74., 1991./92.
- Drugi (5): 1964./65., 1965./66., 1969./70., 1970./71., 1971./72.

Championship:
- Prvak (5):  1923./24., 1963./64., 1989./90., 2018./19., 2024./25.
- Drugi (3): 1927./28., 1931./32., 1955./56.

League One:
- Prvak: 2009./10.

Kupovi
FA kup
- Pobjednik (1): 1972.
- Finalist (3): 1965., 1970., 1973.

Engleski liga kup:
- Pobjednik (1): 1968.
- Finalist (1): 1996.

FA Charity Shield:
- Pobjednik (2): 1969., 1992.
- Finalist (1): 1974.

FA Youth kup:
- Pobjednik (2): 1993., 1997.

### Europski uspjesi
UEFA Kup/Liga prvaka:
- Finalist (1): 1974./75.
- Polufinalist (1): 2000./01.

Kup velesajamskih gradova:
- Prvak (2): 1967./68., 1970./71.
- Finalist (1): 1966./67.

Kup UEFA:
- Polufinalist (1): 1999./00.

Kup pobjednika kupova:
- Finalist (1): 1972./73.

## Osobne nagrade

### Engleska nogometna Kuća slavnih
Sljedeći tekst prikazuje igrače i trenere Leedsa, koji imaju svoje mjesto u engleskoj nogometnoj Kući slavnih:
| Igrači - Eric Cantona (od 2002.) - John Charles (od 2002.) - Billy Bremner (od 2004.) - Jack Charlton (od 2005.) - Ian Rush (od 2006.) | Treneri - Brian Clough (od 2002.) - Don Revie (od 2004.) - Terry Venables (od 2007.) |

### 100 najvećih legendi Football League
Igrači koji su igrali za Leeds i koji se nalaze među 100 najvećih legendi Football League: 
- Wilf Copping
- John Charles
- Johnny Giles
- Billy Bremner
- Norman Hunter
- Ian Rush
- Eric Cantona

### FWA igrač godine
Igrači koji su osvojili nagradu Football Writers asocijacije za igrača godine dok su igrali za Leeds:
- 1965.  Bobby Collins
- 1967.  Jack Charlton
- 1970.  Billy Bremner
- 1991.  Gordon Strachan

### PFA igrač godine po izboru igrača
Igrači koji su osvojili nagradu PFA igrač godine po izboru igrača dok su igrali za Leeds:
- 1974.  Norman Hunter

### PFA mladi igrač godine
Igrači koji su osvojili nagradu PFA mladi igrač godine dok su igrali za Leeds:
- 2000.  Harry Kewell

### PFA momčad godine
Igrači koji su izabrani u PFA momčad godine dok su igrali za Leeds:
- 2002.  Rio Ferdinand
- 2006.  Gary Kelly

### Gol sezone
Igrači koji su osvojili nagradu za gol sezone dok su igrali za Leeds:
- 1993./94.  Rod Wallace
- 1995./96.  Tony Yeboah

## Sponzori
| God.      | Proizvođač opreme | Glavni sponzori      | Ostali sponzori |
| --------- | ----------------- | -------------------- | --------------- |
| 1972./73. | Umbro             | none                 |                 |
| 1973./81. | Admiral           | none                 |                 |
| 1981./83. | Umbro             | RFW                  |                 |
| 1983./84. | Umbro             | Systime              |                 |
| 1984./85. | Umbro             | WKG                  |                 |
| 1985./86. | Umbro             | Lion Cabinets        |                 |
| 1986./89. | Umbro             | Burton               |                 |
| 1989./91. | Umbro             | Top Man              |                 |
| 1991./92. | Umbro             | Evening Post         |                 |
| 1992./93. | Admiral           | Admiral              |                 |
| 1993./96. | Asics             | Thistle Hotels       |                 |
| 1996./00. | Puma              | Packard Bell         |                 |
| 2000./03. | Nike              | Strongbow            |                 |
| 2003./04. | Nike              | Whyte & MacKay       |                 |
| 2004./05. | Diadora           | Whyte & MacKay       | Rhodar          |
| 2005./06. | Admiral           | Whyte & MacKay       | Rhodar          |
| 2006./07. | Admiral           | Bet 24               | Empire Direct   |
| 2007./08. | Admiral           | Red Kite             | OHS             |
| 2008./10. | Macron            | NetFlights.com       | OHS             |
| 2010./11. | Macron            | NetFlights.com       | OHS             |
| 2011./12. | Macron            | Enterprise Insurance | OHS             |
| 2012./13. | Macron            | Enterprise Insurance | OHS             |

## Vanjske poveznice
- Službena stranica
- Sky Sports  Arhivirana inačica izvorne stranice od 12. kolovoza 2011. (Wayback Machine)
- Soccerbase  Arhivirana inačica izvorne stranice od 12. listopada 2009. (Wayback Machine)
- ESPNsoccernet  Arhivirana inačica izvorne stranice od 25. svibnja 2011. (Wayback Machine)
- Leeds Fans
- [neaktivna poveznica]
- 'Domaći igrači Leeds Uniteda' Kompletan popis igrača koji su rođeni u Leedsu i igrali za njega.